# Aconodes tuberculata
Aconodes tuberculata là một loài bọ cánh cứng trong họ Cerambycidae.